# Ropsten (metropolitana di Stoccolma)
Ropsten è una stazione di superficie della metropolitana di Stoccolma.
È localizzata presso il quartiere di Hjorthagen, all'interno della circoscrizione di Östermalm. La stazione rappresenta un capolinea della linea rossa T13, preceduta dalla fermata di Gärdet. Ropsten è anche il punto più orientale della rete.
L'inaugurazione ufficiale avvenne alla presenza del re Gustavo VI Adolfo in data 2 settembre 1967, stesso giorno in cui divenne operativo l'intero ramo che va da Östermalmstorg fino alla stessa Ropsten. I progetti di costruzione prevedevano inizialmente una prosecuzione della tratta verso l'isola di Lidingö, sfruttando un apposito ponte adibito al trasporto ferroviario parallelo al più vecchio ponte Lidingöbron, ma questi piani furono poi accantonati. Il ponte è comunque utilizzato tuttora dai treni della Lidingöbanan, i quali collegano Lidingö a Ropsten.
La fermata di Ropsten, che giace su un cavalcavia in superficie, presenta due piattaforme e quattro binari. È possibile accedervi da due ingressi separati, uno ubicato sul piazzale Ropstensplan e l'altro sulla strada Artemisgatan. La stazione è stata progettata dall'architetto Olov Blomkvist, mentre gli artisti Roland Kempe e Matts Jungstedt hanno apportato contributi artistici tra il 1971 e il 1980.
L'utilizzo medio quotidiano durante un normale giorno feriale è pari a 16.900 persone circa.
Oltre all'interscambio con la Lidingöbanan, sono presenti collegamenti con diverse linee di bus.

## Tempi di percorrenza
| Linea | Capolinea | Tempo  | Stazione                                                  | Tempo                            |
| T13   | Norsborg  | 44 min | Östermalmstorg T-Centralen Gamla stan Slussen Liljeholmen | 6 min 8 min 10 min 11 min 18 min |